# Virovitica-Podravina
Virovitica-Podravina (Kroatisch: Virovitičko-podravska županija) is een provincie in Kroatië, gelegen in het noorden van Slavonië. Het bestuurlijke centrum is Virovitica en het gebied rond de rivier de Drava hoort ook bij de provincie, vandaar de naam Podravina. Een andere belangrijke stad is Slatina.

## Bestuurlijke indeling
Virovitica-Podravina is onderverdeeld in:
- De (hoofd)stad Virovitica
- De stad Slatina
- De stad Orahovica
- De gemeente Pitomača
- De gemeente Špišić Bukovica
- De gemeente Lukač
- De gemeente Gradina
- De gemeente Suhopolje
- De gemeente Sopje
- De gemeente Voćin
- De gemeente Čađavica
- De gemeente Nova Bukovica
- De gemeente Crnac
- De gemeente Mikleuš
- De gemeente Čačinci
- De gemeente Zdenci

## Provinciale regering
De huidige župan (prefect) is: Ivan Begović (HSS)
De provinciale assemblee bestaat uit 42 vertegenwoordigers van de volgende politieke partijen / groepen:
- Kroatische Democratische Unie (HDZ): 11
- Kroatische Boerenpartij (HSS): 10
- Sociaaldemocratische Partij van Kroatië (SDP): 7
- Kroatische Sociaal Liberale Partij (HSLS): 4
- Kroatische Volkspartij (HNS): 4
- Kroatische Partij van Rechten (HSP): 3
- onafhankelijke vertegenwoordigers: 2
- vertegenwoordiger van (een) etnische minderheid: 1